# Ferdinando Scarfiotti
Ferdinando „Nando“ Scarfiotti (* 6. März 1941 in Potenza Picena, Provinz Macerata, Italien; † 30. April 1994 in Los Angeles, Kalifornien) war ein italienischer Artdirector und Szenenbildner, der den Oscar, British Academy Film Award (BAFTA Film Award), den David di Donatello sowie zweimal das Nastro d’Argento des Sindacato Nazionale Giornalisti Cinematografici Italiani (SNGCI) gewann.

## Leben
Scarfiotti entstammte einer Turiner Juristenfamilie, die in Potenza Picena einen Wohnsitz unterhielt. Sein Großvater väterlicherseits war der FIAT-Mitbegründer Lodovico Scarfiotti. Ein Onkel väterlicherseits war der Rennfahrer und Politiker Luigi Scarfiotti. Der 1968 tödliche verunglückte Rennfahrer Ludovico Scarfiotti war Luigi Scarfiottis Sohn und Ferdinando Scarfiottis Cousin.
Ferdinando Scarfiotti begann seine Laufbahn als Artdirector und Szenenbildner in der Filmwirtschaft 1965 bei dem Film Oggi, domani, dopodomani und wirkte bis zu seinem Tod an der Herstellung von 25 Filmen mit.
Für das Szenenbild in dem nach der gleichnamigen Novelle von Luchino Visconti inszenierten Film Tod in Venedig (1971) mit Dirk Bogarde, Björn Andrésen und Silvana Mangano in den Hauptrollen gewann er 1972 den BAFTA Film Award sowie zum ersten Mal das Silberne Band, das Nastro d’Argento des SNGCI.
Bei der Verleihung des César 1977 war er für den César für das beste Szenenbild nominiert, und zwar für den Thriller Barocco (1976) von André Téchiné mit Isabelle Adjani, Gérard Depardieu und Marie-France Pisier.
Bei der Oscarverleihung 1988 gewann er zusammen mit Osvaldo Desideri und Bruno Cesari den Oscar für das beste Szenenbild in dem von Bernardo Bertolucci inszenierten Film Der letzte Kaiser (1987) mit John Lone, Joan Chen und Peter O’Toole in den Hauptrollen. Für das Produktionsdesign gewannen er, Scarfiotti und Cesari auch 1988 den David di Donatello. Darüber hinaus gewann er zum zweiten Mal das Nastro d’Argento und war weiterhin für das Produktionsdesign dieses Films 1989 für einen BAFTA Film Award nominiert.
Zuletzt war Scarfiotti 1993 mit Linda DeScenna für den Oscar für das beste Szenenbild in Toys (1992) von Barry Levinson mit Robin Williams, Michael Gambon und Joan Cusack nominiert.
Ferdinando Scarfiotti starb 1994 im Alter von 53 Jahren in Los Angeles an AIDS. Er wurde auf dem Cimitero monumentale in Turin im Familiengrab beigesetzt.

## Filmografie
- 1965: Oggi, domani, dopodomani
- 1969: Metti, una sera a cena
- 1969: Wenn die Liebe lockt (Scusi, facciamo l'amore)
- 1970: Der große Irrtum
- 1972: Der letzte Tango in Paris
- 1974: Daisy Miller (Daisy Miller)
- 1982: Katzenmenschen
- 1983: Scarface
- 1984: Nachts werden Träume wahr (Thief of Hearts)
- 1987: Der letzte Kaiser
- 1992: Toys
- 1994: Perfect Love Affair

## Auszeichnungen
- 1972: BAFTA Film Award für das beste Szenenbild
- 1972: Nastro d’Argento für das beste Produktionsdesign
- 1988: Oscar für das beste Szenenbild
- 1988: David di Donatello für das beste Szenenbild
- 1988: Nastro d’Argento für das beste Produktionsdesign